# 荳蘭社
荳蘭社，又稱娜荳蘭部落，或作斗難社、多難社、豆蘭社，是一個阿美族位在臺灣花蓮吉安的部落，也是阿美族在當地人數最多的部落之一。

## 簡介
娜荳蘭部落所在地在日本統治時期被命名為「田埔」，屬吉野庄轄下。二戰後，部落再被劃分為南昌村、宜昌村、北昌村等行政區。1988年，北昌村又分出勝安村。過去，該部落人口集中於現南昌村、宜昌村，以及勝安宮附近至花蓮農校一帶，而南昌村與吉安村則是該部落家屋密度最高處及社群中心。現今，位於南昌村者為娜荳蘭部落，位於宜昌村者則稱宜昌部落。

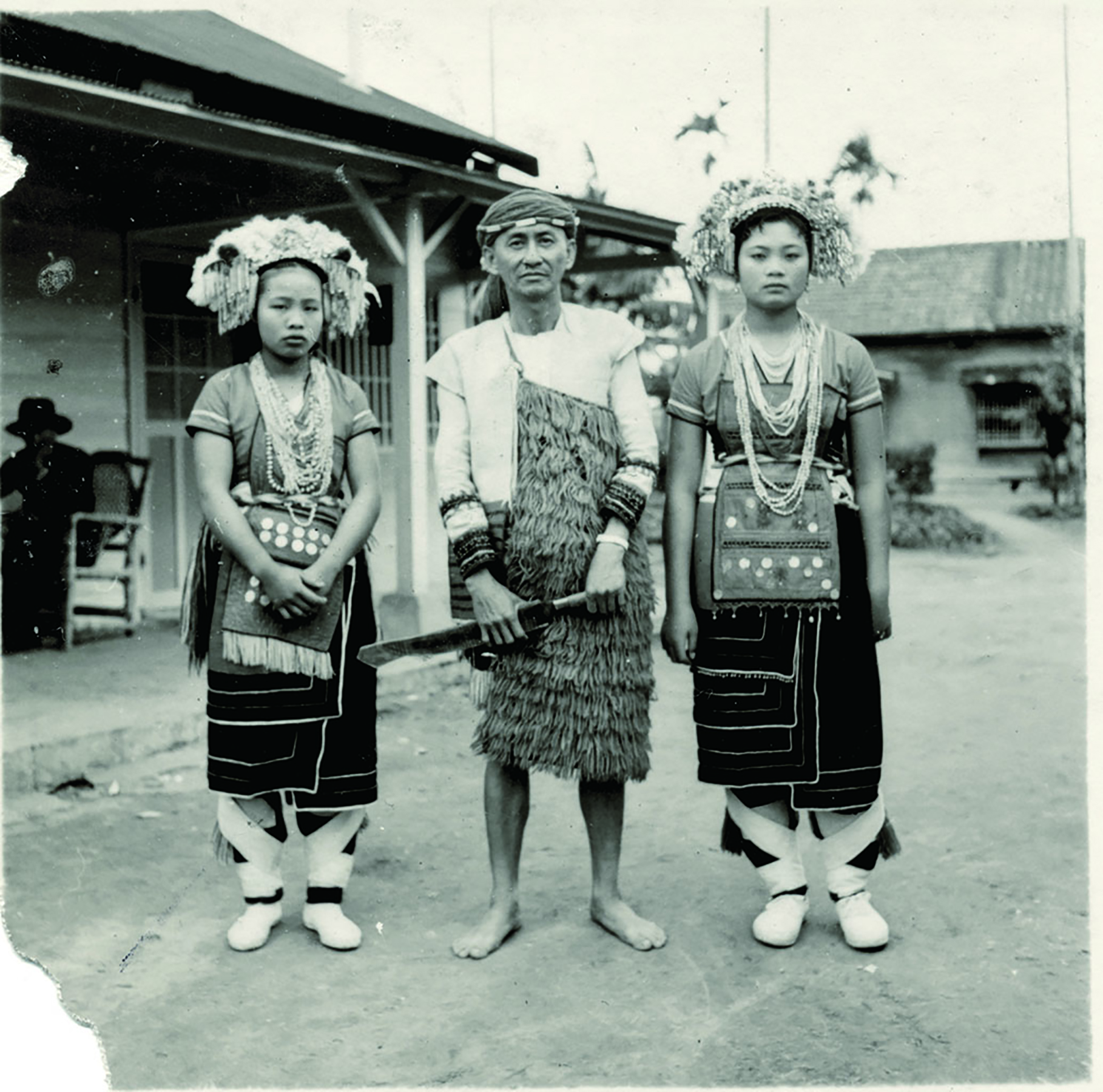
荳蘭社阿美族人

但是，各項歲時祭儀（如捕魚節、運動會、成年禮及豐年祭等），均是由散居各村的部落族人共同辦理。

## 阿美族文物館

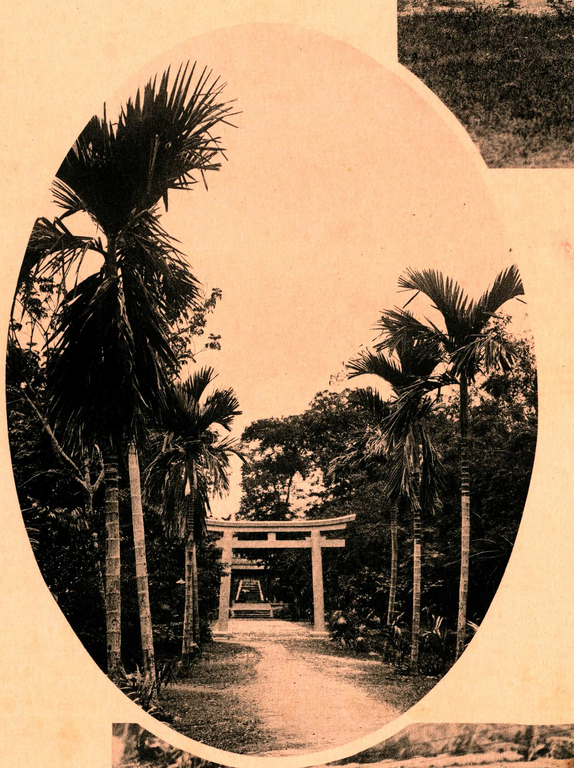
荳蘭神社

部落內之阿美文物館在日本時期為荳蘭神社所在地，更早則是部落會所所在地。
早先，娜荳蘭、薄薄、里漏三個部落會在阿美文物館所在地共同舉辦祭儀，由年齡階層的青年聯合獵首，再將獵得之人頭懸掛於會所前的雀榕樹上，成為豐年祭、成年禮舉行的地點。
日本時期，統治當局在當地興建「荳蘭神社」。皇民化時期，部落族人也在此舉辦神前結婚式、相撲比賽，是重要的集會場所。
二戰後，神社所在地被改成部落的運動公園，部落一些大型活動仍在此舉辦。
2001年10月，原住民族委員會補助當地在神社舊址處興建文物館及多功能活動中心；該場館即現今之「阿美族文物館」，館外存有「先祖祭紀念碑」。

## 參閱
- 七腳川社
- 吉野村

## 外部連結
- 阿美族之原鄉 （页面存档备份，存于）
- 臺灣原住民數位博物館-阿美族-祭儀文化 （页面存档备份，存于）